# Wasserkraftwerk Antelomita
Das Wasserkraftwerk Antelomita (französisch Centrale Hydroelectrique d’Antelomita I + II, Malagasy Barazy Antelomita) befindet sich bei Antelomita in der Region Analamanga von Madagaskar. Das Kraftwerk umfasst zwei Teile: Antelomita I und II. Die beiden liegen in unmittelbarer Nähe zueinander an zwei verschiedenen Wasserfällen des Ikopa. Die Wasserfälle werden aufgestaut und liefern die Energie für jeweils drei Generatoren mit einer Leistung von 1,4 MW.
Das Kraftwerk wurde in drei Etappen gebaut: 1930, 1952 und 1953. Die beiden Kraftwerke haben zusammen eine Leistung von 8,4 MW. Sie wurden durch eine französische Firma errichtet, sind heute jedoch im Besitz der staatlichen Energiegesellschaft Jirama. Zur Regulierung des Zuflusses wurden weiter Stromaufwärts zwei Dämme errichtet: der Tsiazompaniry-Damm und der Mantasoa-Damm.
2014 wurde die Anlage mit Hilfe eines Kredits der Weltbank erneuert.